# Giovanni Torti
Giovanni Torti (Milano, 24 giugno 1774 – Genova, 15 febbraio 1852) è stato un poeta italiano.

## Biografia
Avviato al seminario, fu allievo di Giuseppe Parini e protetto del cardinale Angelo Maria Durini; decise tuttavia di non voler intraprendere la vita sacerdotale. Lasciato dunque il seminario, trovò impiego nella burocrazia della Repubblica Cisalpina anche grazie all'interessamento di Francesco Melzi.
Amico di Ugo Foscolo, ne confrontò l'opera con quella di Ippolito Pindemonte nell'Epistola sui sepolcri (1808). Instaurò successivamente rapporti amicali anche con Alessandro Manzoni e altri poeti milanesi, quali Carlo Porta e Tommaso Grossi. Collaborò assieme al Manzoni a far nascere il periodico Il Conciliatore nel 1818, chiuso meno di un anno dopo dalla censura austriaca.
Tra le sue altre opere di ispirazione romantica si citano Sermoni sulla poesia (1818), La torre di Capua (1829), Scetticismo e religione (1836) ed Inno alle Cinque giornate (1848).
Costretto all'esilio per motivi politici in seguito alle cinque giornate, fuggì a Genova. Fu il primo rettore dell'Ateneo genovese dal 5 febbraio 1849 fino alla sua morte (15 febbraio 1852).
Manzoni gli rende un curioso omaggio ne I Promessi Sposi, al capitolo XXIX, parlando dei pochi bravi rimasti fedeli all'Innominato dopo la conversione di quest'ultimo, li definisce: "pochi e valenti come i versi di Torti".
È sepolto nel cimitero monumentale di Staglieno. 
Al Torti è stata dedicata una via a Genova nei pressi dell'Ospedale San Martino, nel quartiere di San Fruttuoso.

## Opere
- Poemetto sul teatro, 1798
- Visione, 1802
- Epistola sui sepolcri, 1808
- Sulla passione di Cristo, 1816
- Sermoni sulla poesia, 1818
- Oinamora, 1825 (traduzione)
- La torre di Capua, 1829
- Scetticismo e religione, 1836
- In morte della moglie, 1838
- Inno delle cinque giornate, 1848